# Teste Timed Up and Go
O teste Timed Up and Go ( TUG ) é um teste clínico utilizado para avaliar a mobilidade de uma pessoa e requer equilíbrio estático e dinâmico . O Timed Up and Go é uma medida de resultado altamente estudada na população geriátrica.
O TUG avalia o tempo que uma pessoa leva para se levantar de uma cadeira, andar três metros, girar 180 graus, caminhar de volta para a cadeira e sentar-se girando 180 graus. Durante a realização do teste, espera-se que a pessoa use calçados normais e quaisquer dispositivos de auxílio à mobilidade que normalmente seriam necessários. Esse é um teste fácil de administrar e geralmente pode ser concluído pela maioria dos adultos mais velhos .
Os resultados do teste sugerem que pontuações de dez segundos ou menos indicam mobilidade normal, 11 a 20 segundos estão dentro dos limites normais para idosos frágeis e pacientes com deficiência, e mais de 20 segundos significa que a pessoa precisa de assistência externa e sugere a necessidade de realizar mais exames e intervenções. Uma pontuação de 30 segundos ou mais sugere que a pessoa pode estar propensa a quedas . Um valor de corte recomendado para o TUG para indicar desempenho normal versus abaixo do normal é de 12 segundos. Um estudo mostrou que os percentis 10 a 90 para o desempenho do TUG foram de 6,0 a 11,2 segundos para mulheres residentes na comunidade entre 65 e 85 anos de idade, e mostrou que essa população deveria ser capaz de realizar o TUG em 12 segundos ou menos. Foi constatado que o desempenho nos resultados do TUG diminui significativamente em pessoas com deficiências de mobilidade. O status residencial e o status de mobilidade física são determinados como preditores significativos do desempenho do TUG. O TUG foi desenvolvido com base em um teste mais abrangente, o Get-Up and Go Test .
O teste Timed up and Go tem confiabilidade interavaliador (coeficiente de correlação intraclasse [CCI] = 0,99) e intraavaliador (CCI = 0,99). A pontuação do teste também se correlaciona bem com a velocidade da marcha (r = -0,55), pontuações na Escala de Equilíbrio de Berg (r = -0,72) e no Índice de Barthel (r = -0,51). Uma revisão sistemática que incluiu 77 artigos demonstrou que o Timed Up and Go apresentou excelente confiabilidade em adultos típicos, em indivíduos com paralisia cerebral, esclerose múltipla, doença de Huntington, acidente vascular cerebral (AVC) e lesão medular. Estudos demonstraram boa confiabilidade de teste-reteste em populações específicas, como idosos residentes na comunidade e pessoas com doença de Parkinson.
Tradicionalmente, o teste TUG é pontuado pelo tempo total medido por um cronômetro. No entanto, o uso de tecnologia vestível, como unidades de medição inercial (IMUs), pode fornecer uma avaliação mais objetiva deste teste. Além disso, esses wearables podem extrair vários parâmetros de mobilidade de diferentes fases do TUG, como a fase de sentar e levantar que permitem uma análise biomecânica mais detalhada do teste TUG. Nesse caso, mudanças sutis entre populações de pacientes podem ser detectadas de maneira objetiva. Por exemplo, num estudo, os parâmetros de mobilidade, como a cadência, a duração da rotação e a velocidade angular do movimento do braço, extraídos das IMU, conseguiram discriminar os pacientes com doença de Parkinson inicial e os seus controlos da mesma idade, enquanto o tempo total medido pelo cronómetro não conseguiu fazê-lo.